# Ficaire fausse-renoncule
Ficaria verna
Espèce
La ficaire fausse-renoncule (Ficaria verna), ou, plus simplement, ficaire, anciennement décrite par Linné sous le nom de Ranunculus ficaria, est une espèce de plantes à fleurs de la famille des Ranunculaceae. C'est une plante herbacée vivace très commune en Europe, en Asie de l'Ouest, en Afrique du Nord et, en Amérique du Nord (États-Unis et Canada) où elle a été introduite au XIXe siècle et est parfois considérée invasive,.

## Nomenclature
Carl Linné a décrit l’espèce sous le nom de Ranunculus ficaria en 1753 dans Species Plantarum 1: 550.
En 1762, le botaniste anglais William Hudson (1734-1793) décrivit aussi l’espèce sous le nom de Ficaria verna dans Flora Anglica 214.
Hudson a transféré l’espèce dans le genre Ficaria en raison de certaines différences morphologiques avec d’autres Ranunculus. Parmi ces différences, on note :
- Un port plus rampant et stolonifère.
- Des tubercules sur les racines (absents chez la plupart des Ranunculus).
- Une structure florale légèrement distincte par un nombre variable de pétales entourés de trois sépales.

Pendant longtemps, les botanistes ont continué d’utiliser le nom Ranunculus ficaria, considérant Ficaria comme un simple sous-genre de Ranunculus et non comme un genre distinct. Avec l’avènement de la phylogénétique et des études moléculaires, des analyses ont confirmé que Ranunculus ficaria présente suffisamment de différences génétiques avec les autres Ranunculus pour justifier un genre distinct,. À la fin du siècle, des preuves phylogénétiques, dérivées de données de séquence d’ADN, ont montré que Ficaria et Ranunculus étaient des genres distincts.

## Synonymes
Si on accepte le nom Ficaria verna Huds., alors le nom Ranunculus ficaria L. devient un synonyme.

## Phytonymie et appellations
Son nom ficaire dérivé du latin fīcus « fic, verrue, hémorroïde » : « plante dont la racine présente des granulations ressemblant à un chapelet d'hémorroïdes et qui, par la vertu du signe, était employée pour combattre ce genre d'affection ». L'épithète latin verna signifie printanier.
Ses nombreux noms vernaculaires attestent de sa popularité. Couramment appelée bouton d'or, comme plusieurs espèces de renoncules à fleurs jaunes, on lui donne aussi le nom d'herbe aux hémorroïdes en référence à ses tubercules qui évoquent les renflements des hémorroïdes (veines anales dilatées), ce qui explique que ces tubercules ont longtemps été employés contre la pathologie hémorroïdaire en vertu de la théorie des signatures. Elle était également nommée autrefois petite Chélidoine, petite Scrofulaire (Scrophularia minor), ou encore herbe au fic, car on la croyait capable, tout comme la grande Chélidoine, de lutter contre les verrues et les petites lésions cutanées (scrofule, du latin scrofulae ou scrofellae),,,. Enfin, elle porte ou a porté aussi les noms beaucoup moins courants de billonée, clair-bassin, épinard des bûcherons, ganille, grenouillette, herbe du siège, jauneau ou jaunereau, petit bassinet, petite éclaire ou éclairette (les fleurs d'un jaune vif « éclairent la venue du printemps », évoquant de petits soleils végétaux qui semblent source de lumière, d'où l'utilisation de la plante comme antiophtalmique en vertu de la théorie des signatures), pissenlit rond ou pissenlit doux et pot au beurre,,,.
La forme des petits bulbilles et surtout des petits tubercules vaut à la plante d'être dénommée testiculus sacerdotis « testicule de prêtre » ou mentula episcopi « pénis d'évêque ». Au XVIe siècle elle est appelée aussi haneklootjes (« testicules de coq ») en Hollande, macji mud (« couilles de chat ») en Yougoslavie ou en patois de Bagnes (en Suisse) kolon de tsïn (« testicules de chien ») ou kolon de tsà (« testicules de chat ») ou encore couilles de prêtre dans plusieurs régions françaises et italiennes. Cette image grivoise fait référence à l'abstinence des prêtres qui était supposée avoir une influence sur la taille de leurs testicules[réf. nécessaire].
Ces bulbilles étaient parfois consommés. Leur dispersion sur le sol évoquant un semis des grains de blé aurait forgé la croyance populaire d'une pluie de blé.
Son nom vernaculaire en Allemagne est Scharbockskraut, littéralement « herbe au scorbut », faisant référence à l'utilisation qu'on en faisait naguère contre cette maladie et pendant les disettes, à cause de sa richesse fréquente en vitamine C.

## Description

### Appareil végétatif
La ficaire est une plante vivace de 5–25 cm de hauteur.
La souche à racines fasciculées est mêlée de tubercules renflés en massue.

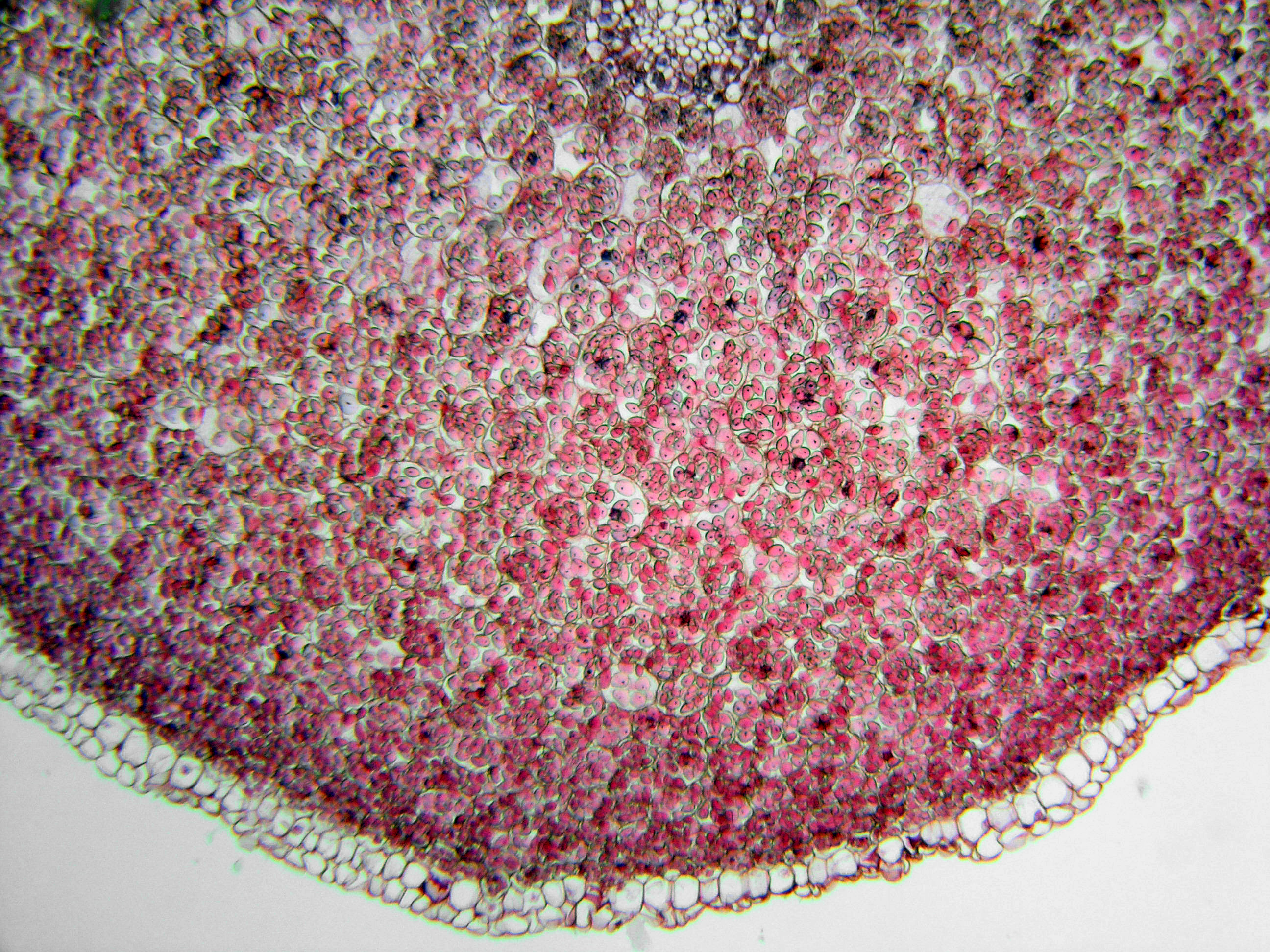
Parenchyme de réserve, à cellules riches en amyloplastes et méats dans une racine de Ficaire.

C'est une plante basse hémicryptophyte, allant de 5 à 40 cm.
Sa tige souterraine porte de fines racines absorbantes fasciculées blanchâtres et ramifiées, plusieurs bourgeons et des racines brunes renflées formant comme de petits tubercules, fusiformes ou claviformes (taille : 5-50 x 3 · 5-6 · 0 mm), arrondies au sommet. Certaines de ces racines tubérisées sont ridées et vidées de leurs réserves. Elles se séparent facilement et assurent une reproduction végétative, permettant à la plante de coloniser rapidement de nouveaux espaces. Ces tubercules stockent des sucres sous forme d'amidon au sein des amyloplastes. Consommées crus, ils sont toxiques.
La plante montre une hétérophyllie marquée : les feuilles caulinaires sont glabres, suborbiculaires et cordiformes, de couleur vert moyen à foncé, à la partie inférieure du pétiole dilatée, au limbe qui ondule légèrement et sillonné de nervures plus pâles. Alternes ou opposées, elles font de 4 à 9 cm de largeur. Les jeunes plants produisent des feuilles glabres, luisantes, aux nervures bien visibles sous la face inférieure, composées d’un long pétiole (profondément cannelé et en forme de U en coupe transversale, il fait jusqu'à 28 cm de longueur) à base engainante et d’un limbe charnu, avec un bord lisse et un sommet arrondi. Les feuilles poussant à la base de la plante, à court pétiole, sont souvent naturellement blanchies : privées de lumière par les autres feuilles, leur chlorophylle ne s'est pas développée et elles n'ont pas synthétisé la proto-anémonine, principe âcre qui les rendrait irritantes. La tige aérienne est blanchâtre (parfois violacée) à la base, glabre, ramifiée pleine, à section ronde et surface lisse. Molle et creuse, elle est généralement en partie couchée puis dressée, sa base décombante s'enracinant aux nœuds inférieurs (mode de multiplication végétative).
La forme ancestrale diploïde du Sud de l'Europe (F. verna subsp. fertilis) ne produit pas de bulbilles et se multiplie donc seulement par graines ou tubercules. La plante peut également être triploïde ou tétraploïde, comme la sous-espèce bulbilifer qui produit à la base des pétioles des feuilles de petits bulbilles qui tombent au sol en mai pour pousser la saison suivante. Elle se multiplie donc plutôt de façon végétative grâce à ces racines aériennes adventives.

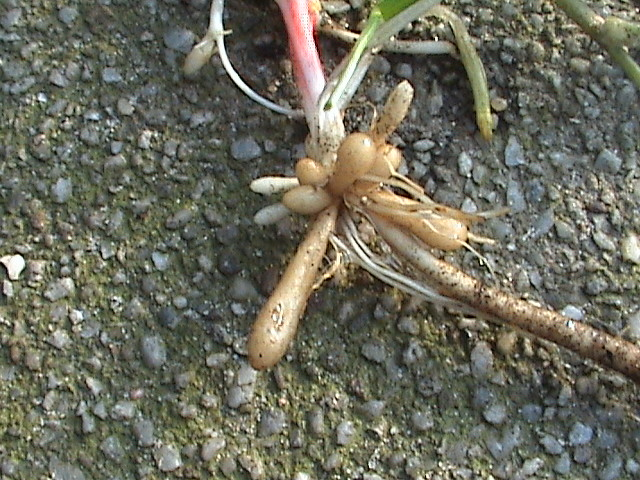
Tubercules
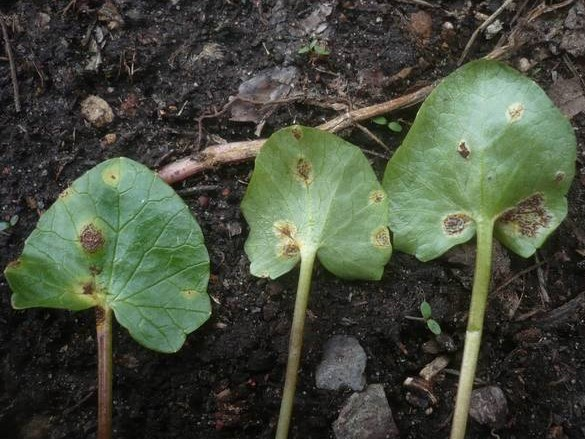
Sores de téleutospores d’Uromyces ficariae (sv) sur les feuilles parasitées par ce micromycète.
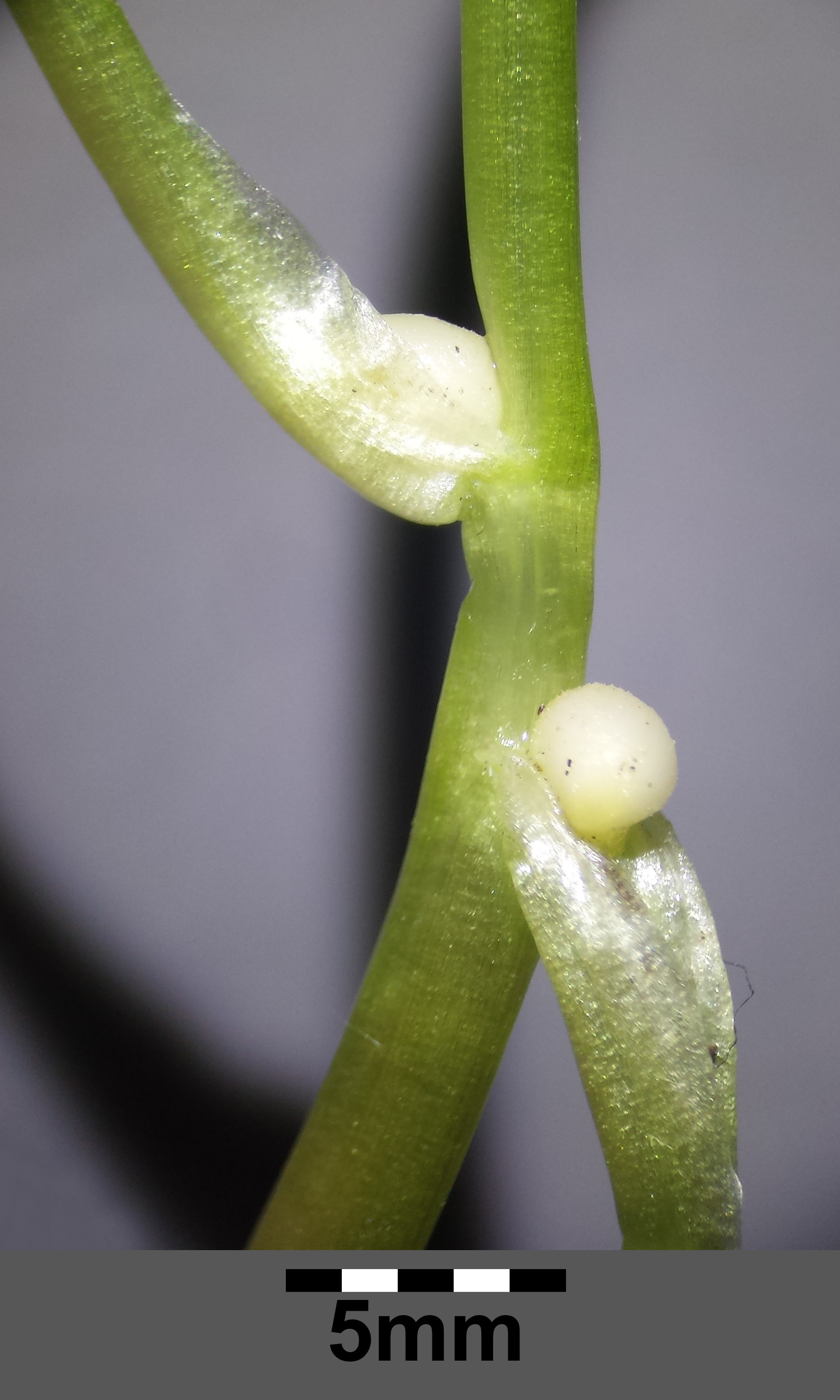
Bulbilles de Ficaire.

### Appareil reproducteur

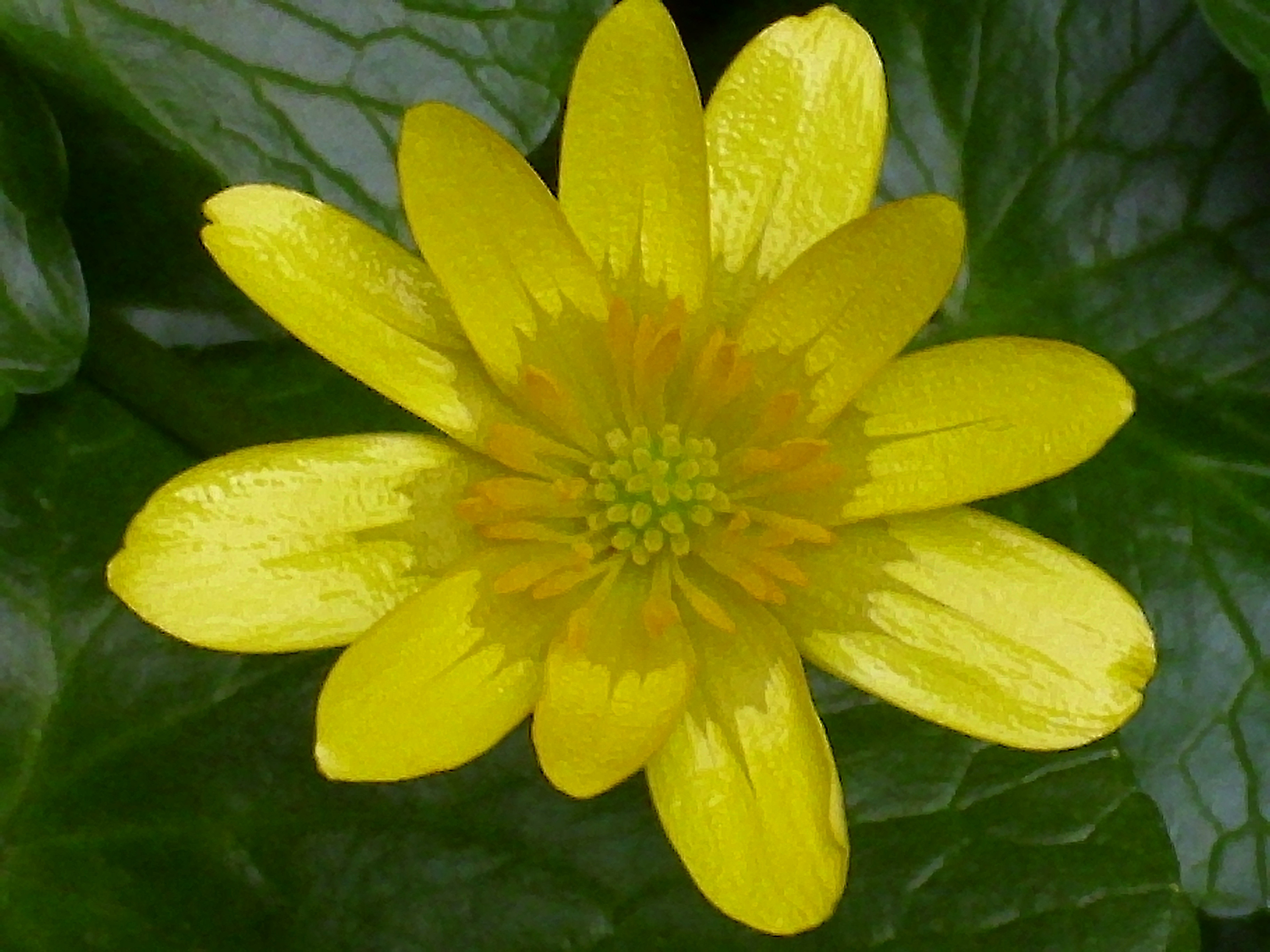
Macrophotographie d'une fleur de Ficaire.

La floraison éphémère a lieu entre février et avril ou mai, mais avec le réchauffement climatique, elle se décale en janvier, la Ficaire, printanière précoce, devenant une fleur hivernale. Son apparition dans le paysage est considérée par beaucoup comme un signe avant-coureur du printemps.
L'inflorescence consiste en une fleur terminale unique d'un jaune brillant, insérée sur un long pédoncule (10 à 30 cm de longueur). Trois sépales (rarement plus de taille 5-10 x 3-7 mm), verdâtres (parfois avec une zone blanchâtre au sommet ou le long de la marge), libres, ovales, scarieux, appliqués sur les pétales et caducs, forment le calice. La corolle est composée généralement de 6 à 12 pétales assez allongés (verdâtres dessous, jaune luisant dessus, ils sont munis à la base d'écailles plus sombres munies de fossettes nectarifères) à onglet marqué, organe dérivé des étamines. 
Les pétales de la corolle ont une surface structurale nanométrique donnant une iridescence : cette surface agit comme un réseau de diffraction qui décompose la lumière blanche (comme le spectre lumineux formé par un prisme ou les irisations à la surface d'un CD) et reflète avant tout les rayons ultraviolets. La Ficaire, comme de nombreuses plantes, n'a pas la capacité génétique et biochimique de produire des pigments dans le spectre bleu à ultraviolet. Elle crée ainsi cette iridescence afin d'attirer les pollinisateurs grâce à un guide à nectar.
La plante pratique la nyctinastie : la fleur s'ouvre le matin et se ferme complètement le soir ; elle fait de même par temps humide ou très nuageux. La nyctinastie a un impact positif sur la croissance et un rôle de protection des organes reproducteurs (contre le froid et l'humidité) mais elle peut, par le processus d'exaptation, jouer aussi un rôle de défense contre les herbivores la nuit, sachant que les principaux consommateurs de ces fleurs, les limaces et les chevreuils, sont surtout actifs de nuit.
Les fleurs possèdent généralement 20 à 40 étamines extrorses et un pistil composé de nombreux carpelles séparés, uniovulés et sans bec, prolongés par de styles verdâtres et des stigmates jaunâtres. La pollinisation est entomogame, assurée principalement par les mouches (dont des syrphes), puis des abeilles domestiques et des petits scarabées noirs, les méligèthes. Le pistil donne à maturité un fruit sec indéhiscent appelé polyakène (10 à 20 akènes réunis en tête globuleuse). Dépourvus de bec ou d'arête, ils sont globuleux, pubescents, avec une surface lisse. Les fleurs sont allogames par protandrie mais les Ficaires triploïdes ou de la sous-espèce bulbifer génèrent des individus généralement stériles. Les graines (ne contenant qu'un seul cotylédon entier ou bilobé, formé en réalité par deux cotylédons soudés) sont pourvues d'une excroissance, l'élaïosome consommées par les fourmis qui participent à la dissémination et à la germination loin de la plante-mère (myrmécochorie). Le taux d'allogamie est cependant faible car la floraison précoce limite le nombre d'insectes pollinisateurs, si bien que la majorité des sous-espèces se propagent par voie végétative grâce à leurs tubercules.
La formule florale est : {\displaystyle \ S_{(3-5)}\;P_{(8-11)}\;A_{(15-31)}\;G_{\underline {(9-10)}}}

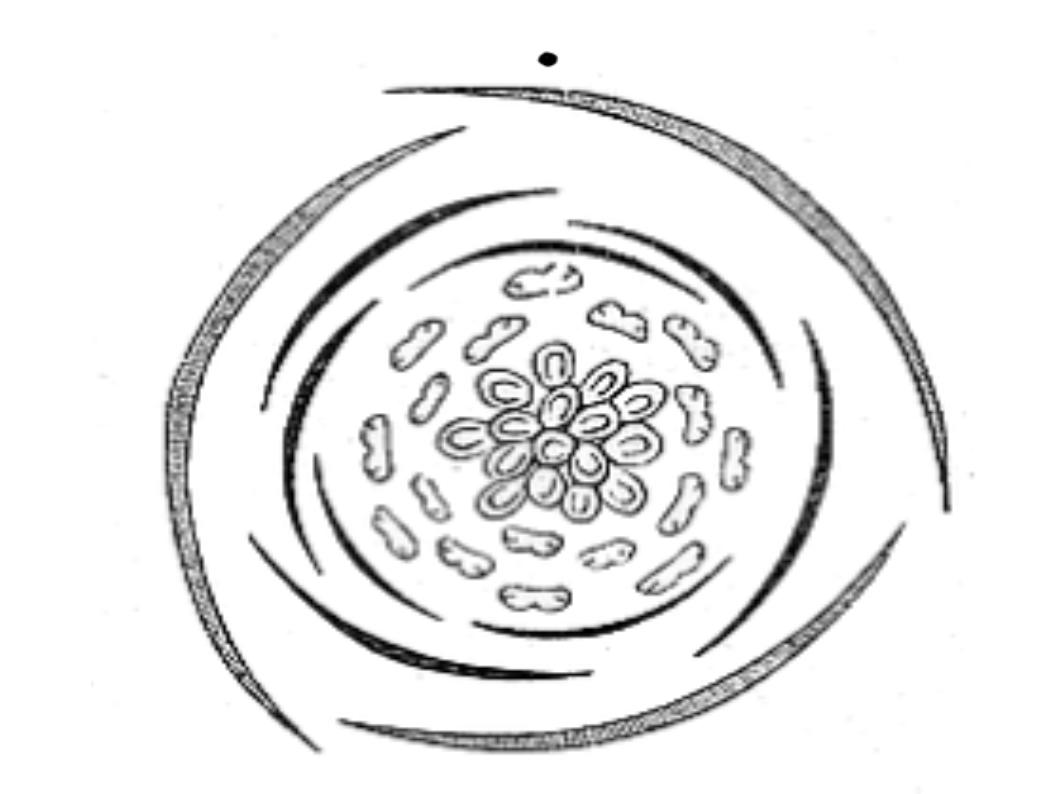
Diagramme floral de la Ficaire.
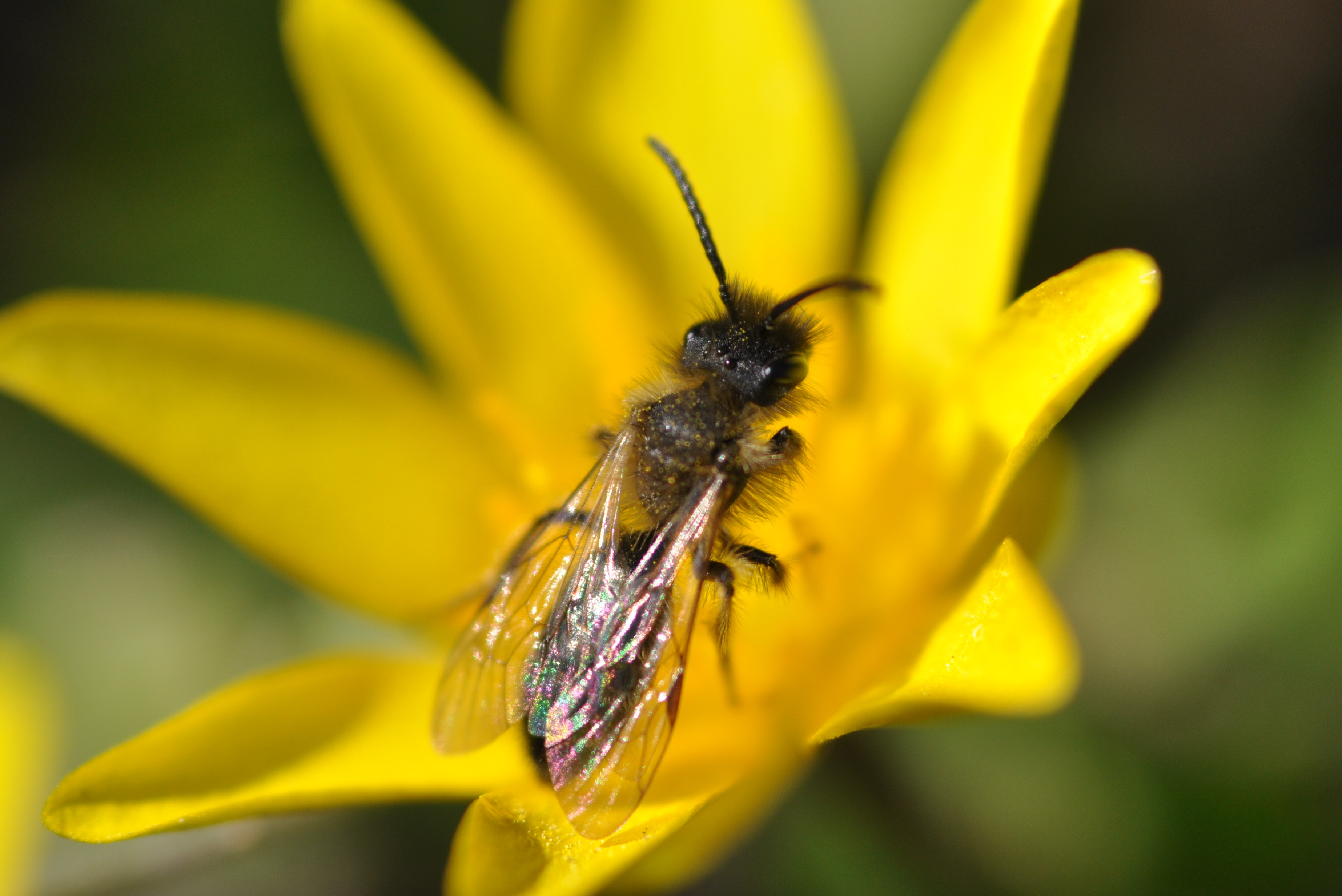
Fleur visitée par une abeille solitaire, l’Andrena bicolor.
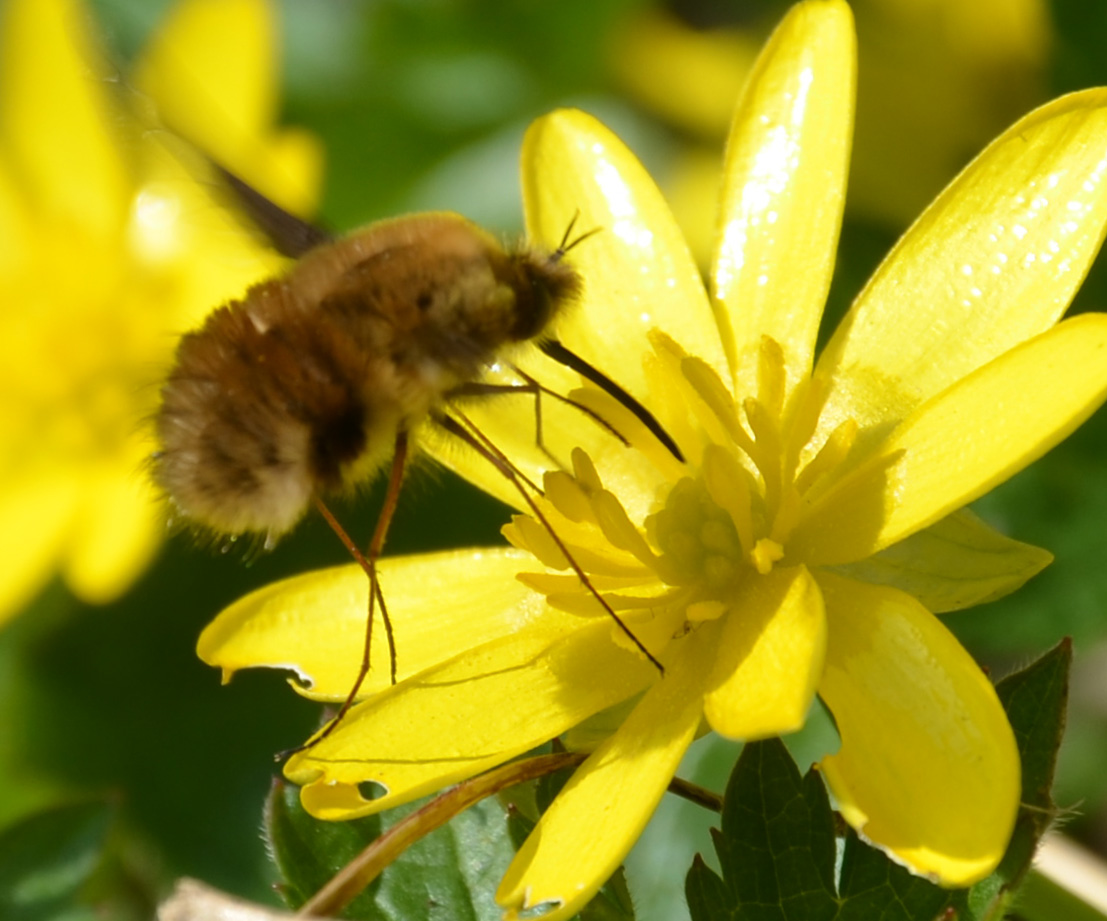
Ficaire pollinisée par le grand bombyle.
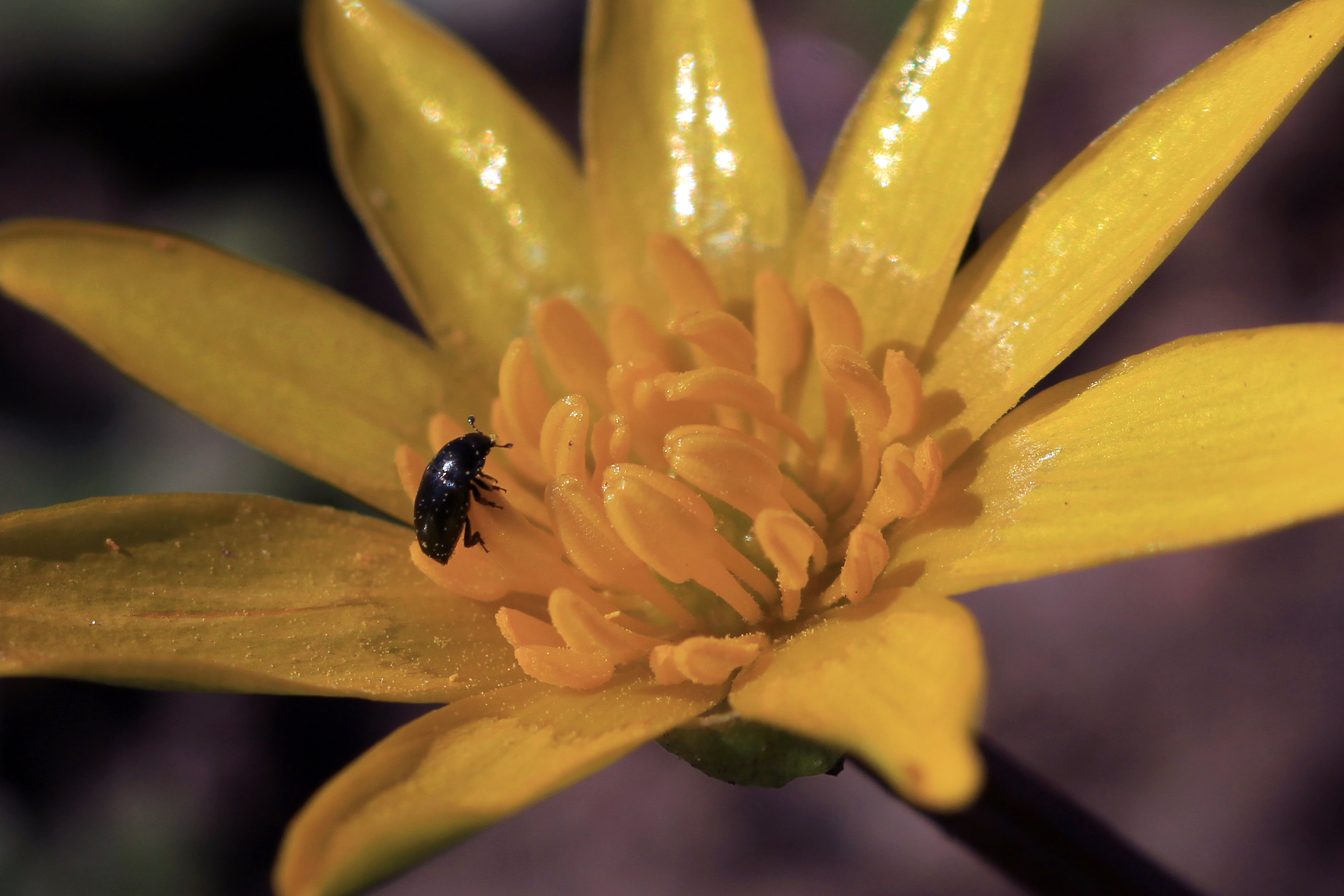
Meligethes aeneus à la recherche de pollen principalement sur les fleurs jaunes.
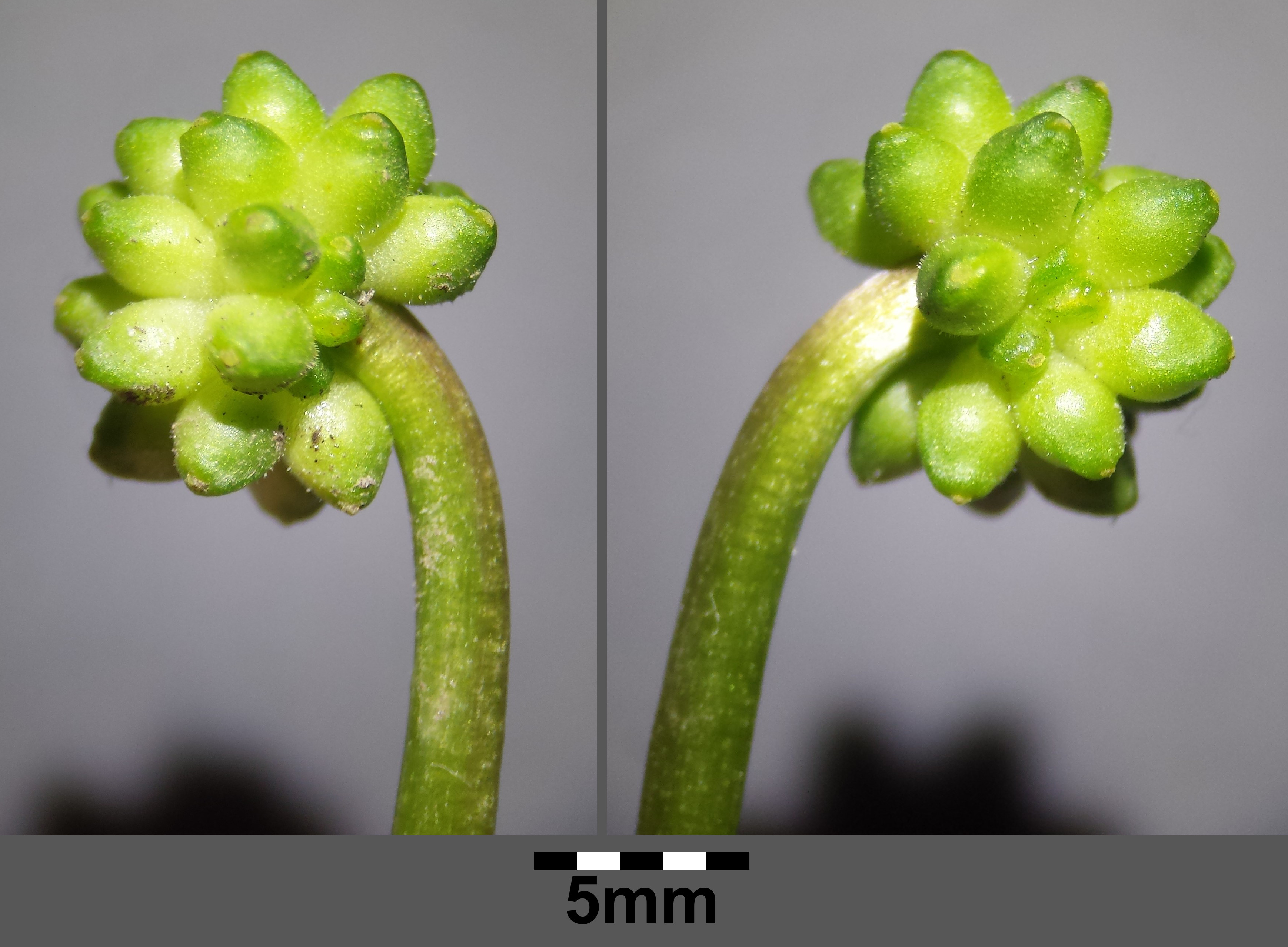
Polyakène.

### Risque de confusion
Il est possible de confondre la ficaire avec l'Éranthe d'hiver, une autre renonculacée basse à fleurs jaunes qui fleurit cependant un peu plus tôt dans l'année (de janvier à mars) et est dotée d'un involucre formé de deux bractées foliacées, découpées. Confusion également possible avec la Populage des marais, cette dernière se caractérisant par des feuilles orbiculaires (sommet plus arrondi) cordées mais denticulées, des fleurs plus grosses à 5 sépales jaunes sans pétales, et une situation en prairies humides, en bordure de ruisseaux ou de tourbières de pente.

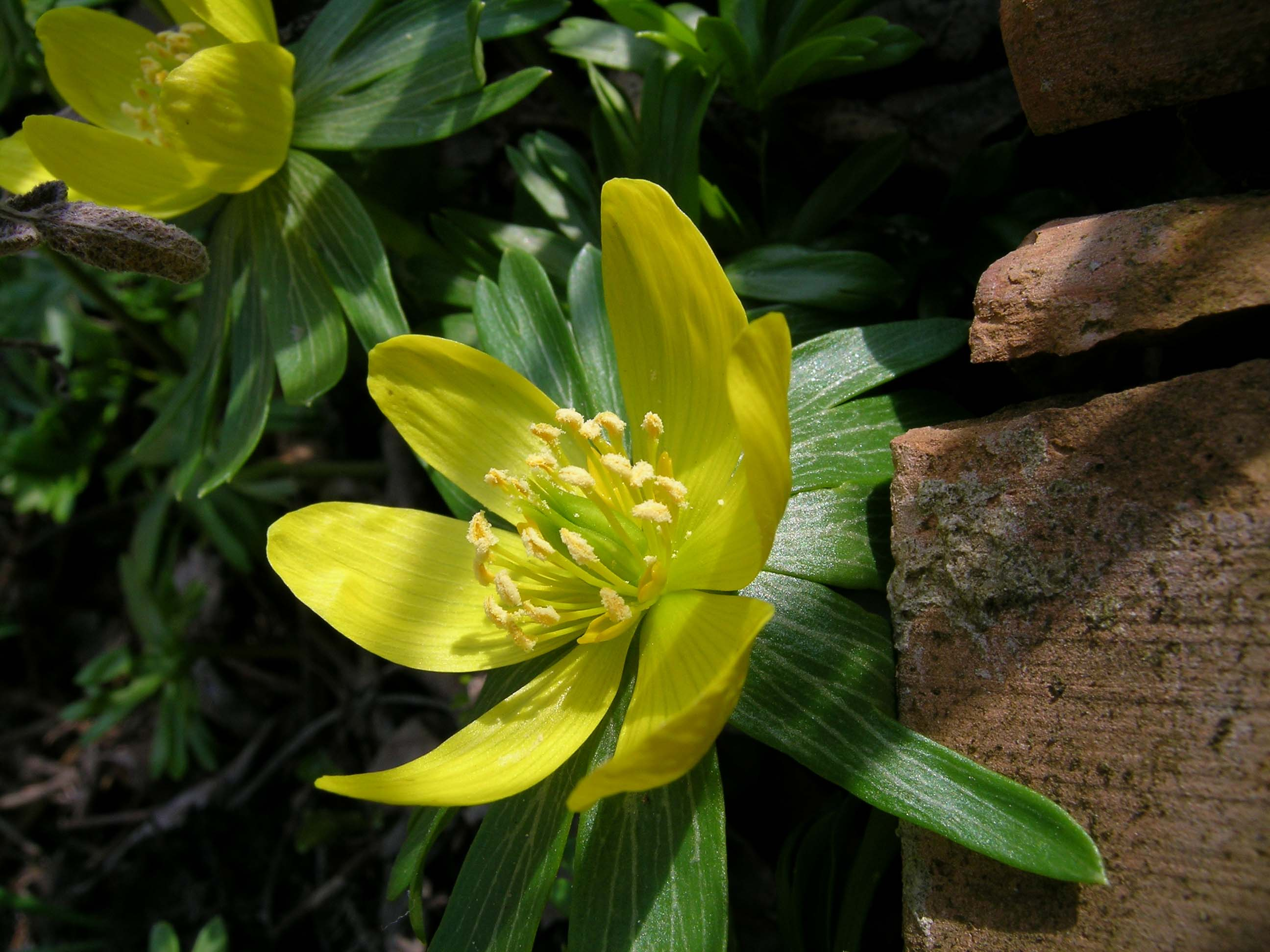
Éranthe d'hiver.
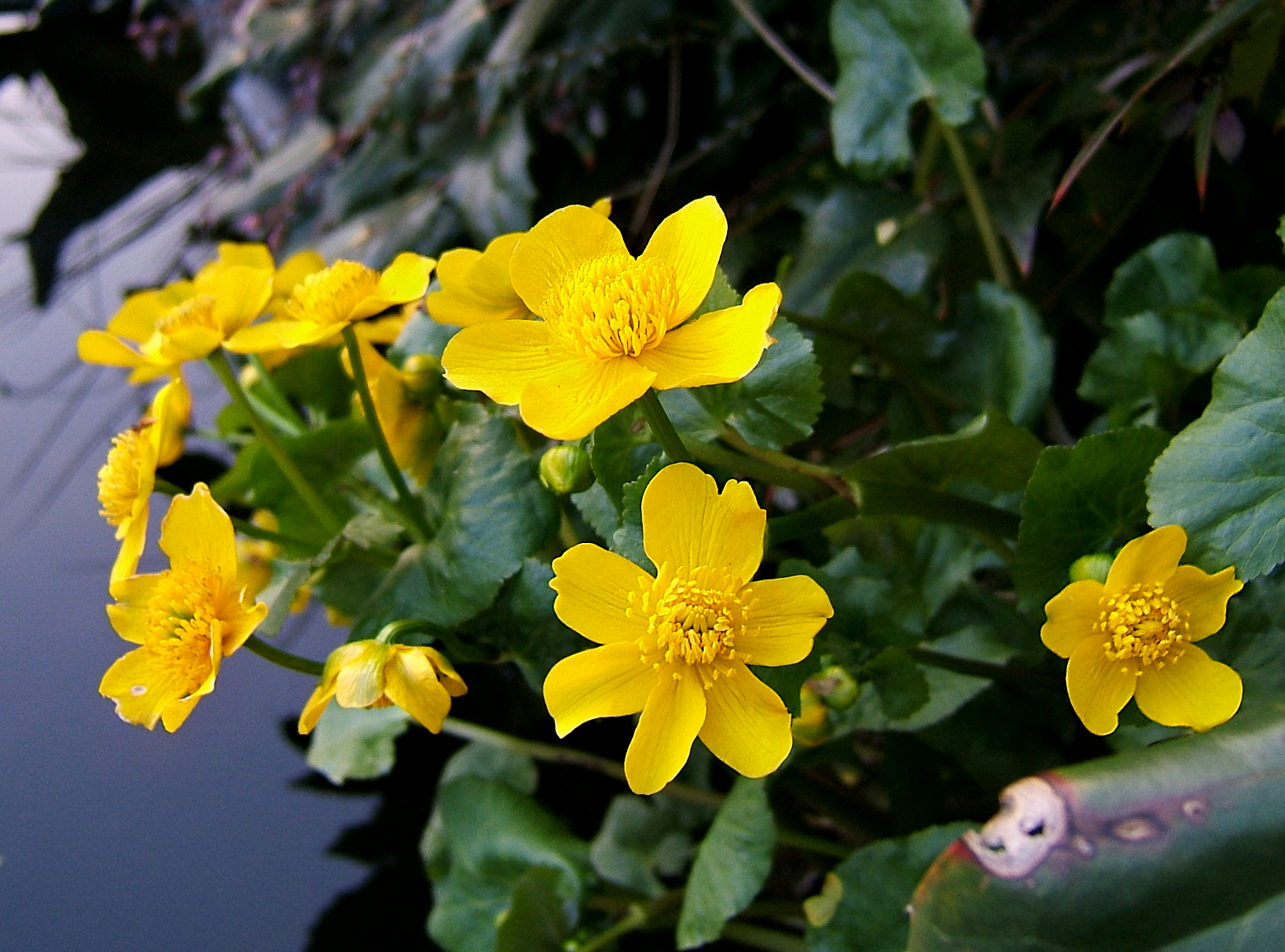
Populage des marais.

## Habitat et répartition

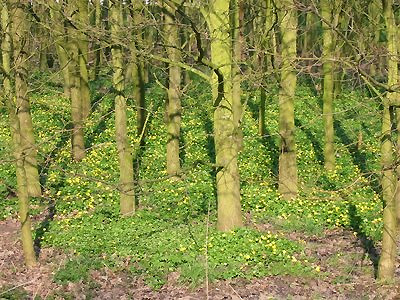
Les ficaires forment souvent des communautés importantes dans les sous-bois des forêts caducifoliées d'Europe tempérée. Leurs fleurs d'un jaune brillant sont visibles au printemps alors que les arbres n'ont pas encore leurs feuilles.

Géophyte nitrophile, la Ficaire a une distribution eurasiatique et subocéanique.
L'espèce est présente dans tout le bassin méditerranéen, ainsi que dans le nord de l'Europe, en Grande-Bretagne et en Scandinavie.
Pour Powo, l’espèce est originaire d’Albanie Algérie Autriche Baléares, Pays Baltes Biélorussie Belgique Bulgarie Iles Canaries, Russie d’Europe centrale, Corse, Chypre Tchécoslovaquie Danemark Îles de la mer Égée orientale, Europe de l’Est : Russie, Finlande France Allemagne Grande-Bretagne Grèce Hongrie Irlande Italie Kazakhstan Kriti, Krym Liban-Syrie, Libye Maroc Pays-Bas Caucase du Nord, Russie d’Europe du Nord, Europe du Nord-Ouest de la Russie, Norvège Palestine Pologne Portugal Roumanie Sardegna Sicilia Russie d’Europe du Sud, Espagne Suède Suisse Transcaucase, Tunisie Turquie La Turquie en Europe, Ukraine Yougoslavie (voir la carte powo).
Elle a été introduite en Amérique du Nord.
Cette espèce thermophile qui recherche des microclimats un peu frais se développe préférentiellement dans des stations à bilan hydrique favorable (d'où son nom vernaculaire de Grenouillette) : sous-bois frais, forêts de feuillus (Querco-Fagetea), lisières (Geo-Alliarion), bords de rivières, haies, talus, prés jusqu'à 1 600 m d'altitude (Arrhenatherion eliatoris) en Europe tempérée. Elle peut faire office de plante bioindicatrice, indiquant un engorgement du sol en eau avec une matière organique d’origine principalement végétale qui se décompose mal. Le sol s’asphyxie, et on peut y trouver des hydromorphismes[source insuffisante]. En France, elle est rattachée aux alliances phytosociologiques suivantes : Aegopodion podagrariae, Alnion incanae, Fraxino excelsioris-Quercion roboris, Petasition officinalis, Populion albae. Hémisciaphile à sciaphile, elle indique souvent un sol riche et drainé en dehors de ces contextes.

## Écologie

### Cycle de développement
Le cycle de vie de la Ficaire présente une période d'activité végétative en hiver : débourrement des bourgeons (à l'origine des premières feuilles qui percent le sol en novembre) et mise en place des racines absorbantes en automne ; croissance de l'appareil végétatif assurée par l'énergie issue de l'hydrolyse de l'amidon stocké dans les racines tubérisées qui se rident (à ce stade, les racines tubérisées se comportent comme des organes sources qui assurent la croissance de la plante). Faisant partie des premières renoncules printanières, l'appareil végétatif aérien sèche peu après la floraison, ne laissant au mois de mai que les nouvelles racines tubérisées.
Avant la disparition de l'appareil aérien, se développent des bulbilles à l'aisselle de feuilles, issus de bourgeons axillaires. Ces organes adventifs et tubérisés se détachent avant la disparition de la plante-mère, en entraînant avec elle un petit fragment de tige qui supporte le bourgeon axillaire. Ces organes de multiplication végétative jouent un rôle essentiel dans la dispersion de la plante par voie végétative et non sexuée.
La plante présente une période de dormance estivale qui lui permet de survivre en utilisant très lentement l'eau disponible et/ou en supportant un niveau de déshydratation important. La levée de dormance est contrôlée par des facteurs externes environnementaux (15 °C maximum pendant au moins 10 à 12 semaines), ces conditions ayant lieu en automne.

### Caractère envahissant

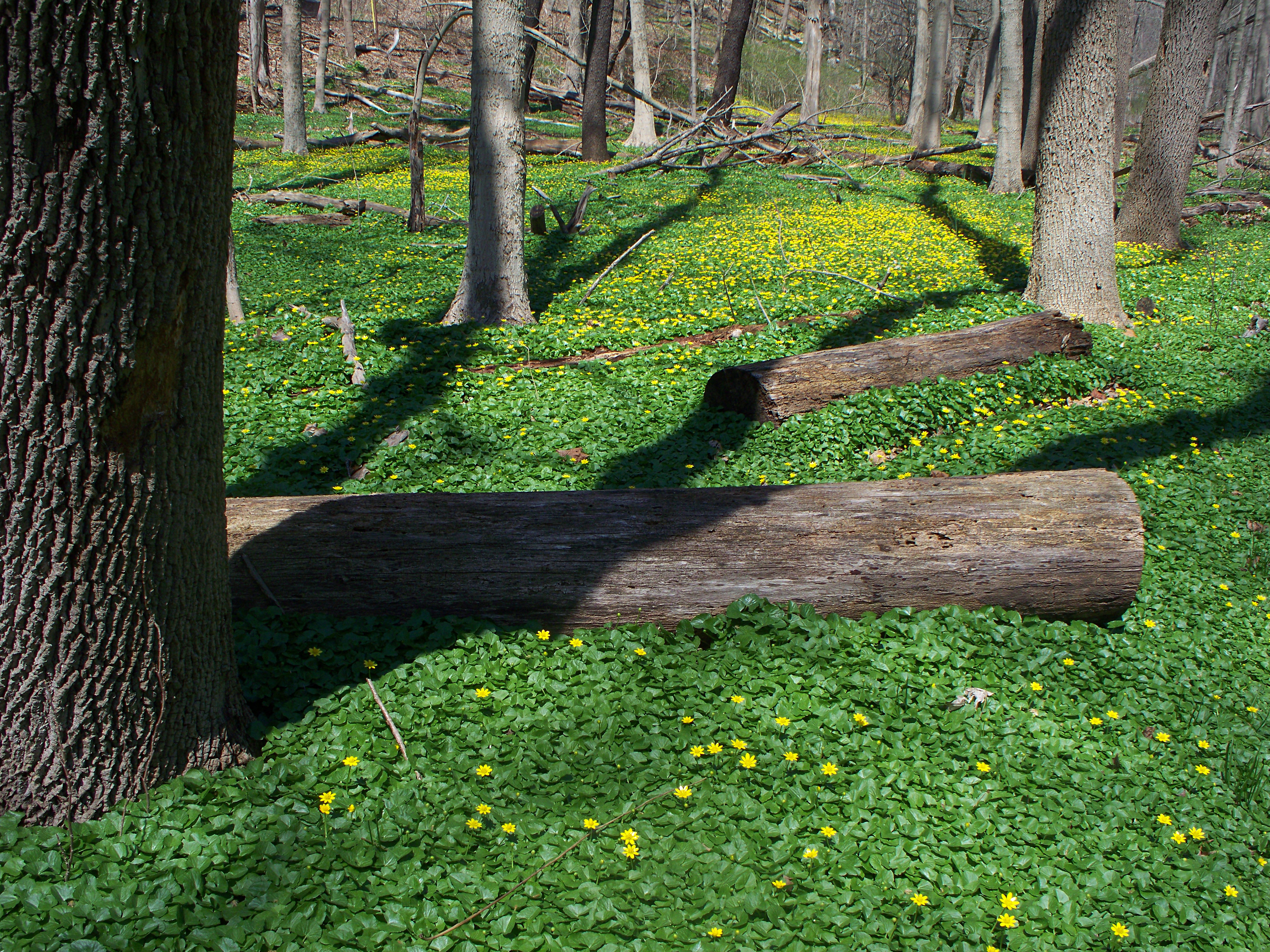
Espèce envahissante, Ficaria verna forme un tapis dense dans une forêt alluviale à Fox Chapel en Pennsylvanie.

Dans de nombreuses régions de l'Est et du Nord-ouest des États-Unis et du Canada, la ficaire est considérée comme une plante envahissante. Elle constitue une menace pour la flore sauvage indigène, en particulier les fleurs éphémères ayant un cycle biologique à floraison printanière. Ficaria verna  a un développement précoce, plus que la plupart des espèces indigènes, qui lui donne un avantage lui permettant de s'établir et de dominer rapidement les zones naturelles. Elle développe des effets allélopathiques diminuant la germination et la reproduction d’autres plantes. C'est un problème principalement dans les forêts alluviales, où elle forme de vastes tapis, mais cela peut se produire aussi dans des sites de montagne. Lorsque cette plante est bien établie, les espèces indigènes sont déplacées et le sol reste nu, exposé à l'érosion, de juin à février, pendant la phase de dormance de la plante.
Aux États-Unis, où la ficaire est considérée comme une mauvaise herbe des jardins, des pelouses et des espaces naturels, de nombreuses agences gouvernementales ont fait de grands efforts pour tenter de ralentir la propagation de cette espèce, avec un succès limité.
En 2014, l'espèce était signalée comme envahissante et établie dans 25 États. L'APHIS, service de l'USDA, considère Ficaria verna comme une mauvaise herbe à haut risque qui pourrait se propager dans 79 % du territoire des États-Unis, anticipant les impacts possibles sur les espèces menacées des zones ripariennes. Le service « Plant Conservation Alliance » de l'US National Park Service recommande d'éviter de planter des ficaires, et au contraire de planter à leur place des fleurs sauvages éphémères indigènes, telles que Asarum canadense (asaret du Canada), Sanguinaria canadensis (sanguinaire du Canada), Jeffersonia diphylla et diverses espèces de trillium.

## Utilisations

### Toxicité
La plante à l'état adulte est toxique en cas d'ingestion crue et potentiellement mortelle pour les animaux de pâturage et d'élevage tels que les chevaux, les bovins et les moutons. Pour ces raisons, plusieurs États américains ont interdit la plante répertoriée comme une mauvaise herbe nuisible.
Toutes les plantes de la famille des renoncules (Ranunculaceae) contiennent un composé connu sous le nom protoanémonine. Le contact avec les feuilles endommagées ou écrasées de la Ficaire peut provoquer des démangeaisons, des éruptions cutanées ou des cloques sur la peau ou les muqueuses. L'ingestion de la toxine peut provoquer des nausées, des vomissements, des étourdissements, des spasmes, voire une paralysie. Il a été montré que l'ingestion de ficaire (anciennement petite chélidoine) non traitée sous forme de tisane comme remède à des hémorroïdes peut provoquer une hépatite aiguë et une jaunisse qui régresse dès la fin de l'absorption. La racine contient également des composés toxiques, l'acide ficarique et la ficarine.
Cette toxicité explique que la Ficaire est, comme les renoncules, un symbole de danger dans le langage des fleurs.

### Alimentation
En 1876, Hippolyte Rodin, dans son livre Les plantes médicinales et usuelles des champs - jardins - forêts, classe cette plante comme « salubre jeune », et « vénéneuse plus âgée » . En effet, toxiques à l'état adulte, les jeunes feuilles (au goût acidulé et légèrement épicé) de ficaire ont été souvent mangées crues (salades) ou cuites (velouté, blanchies en légumes). Ces jeunes feuilles ne sont généralement pas excessivement âcres, mais consommées seules, elles laissent parfois une sensation de picotement et d'irritation dans la gorge en raison de la présence de proto-anémonine, d'où la recommandation de ne pas consommer des salades entières de feuilles crues, mais de les mélanger avec d'autres végétaux. De même, les tubercules cuits à l'eau salée, au goût de pomme de terre ou de riz, fourniraient un plat, paraît-il assez fin et roboratif, comme l'atteste la découverte de tubercules carbonisés sur des sites néolithiques européens. L'abondance de bulbilles qui se développent sous de bonnes conditions, et restent sur le sol lorsque la plante disparaît en été, a donné naissance à la superstition populaire d'une « pluie de pomme de terre » ou de « pluie de blé ». Les boutons floraux conservés dans du vinaigre peuvent faire office de câpres. La dessiccation détruit également la protoanémonine qui se transforme en anémonine, substance non vésicante, mais la plante est à consommer avec modération car elle peut générer des troubles digestifs. Les fleurs peuvent être également utilisées avec modération en décor.
En Europe, les gens recouvraient la plante de vieilles feuilles ou de sciure de bois au début du printemps, ce qui les faisant blanchir, empêchant la synthèse de chlorophylle et de proto-anémonine.

### Vertus médicinales
La ficaire contient des flavonoïdes tels que la quercétine et la rutine qui ont des activités anti-inflammatoires et antioxydantes. Elle contient aussi des hétérosides aux propriétés vasoconstrictrices, ce qui lui confère des vertus antihémorroïdales, d'où son nom vernaculaire d'herbe aux hémorroïdes, excluant de ce fait le recours aux suppositoires. En phytothérapie, certains ouvrages orientés dans ce domaine proposent la confection d'une pommade à partir de cette plante médicinale. Elle est récoltée en décembre, laissée à sécher quelques jours, pressée très fortement pour en récupérer la sève, assez pour en produire 1 ou 2 cl, et mélangée dans une à deux cuillères à café de saindoux fondu, la préparation étant prête à l'usage une fois solidifiée. L'histoire de la marque Yves Rocher commence avec cette plante comme se plaît à souligner l'entreprise. Le jeune homme âgé de 14 ans rencontre une vieille guérisseuse qui lui confie la recette d’une pommade hémostatique à base de Ficaire. Il décide de fabriquer artisanalement cette pommade dans le grenier familial et de la vendre directement aux utilisateurs, par l'intermédiaire de petites annonces dans Ici Paris.
Faiblement toxique sur la peau, la ficaire peut toutefois provoquer des irritations ou des inflammations, pouvant conduire à l'apparition d'une ampoule par simple contact. Pour ces raisons, son usage devrait être réservé à une application externe.
Riche en vitamine C, la ficaire aurait été utilisée par les bûcherons (d'où son nom vernaculaire d'« épinard des bûcherons ») et les marins en prévention contre le scorbut en la mélangeant à leur sel.

### Horticulture
Des variétés horticoles de Ficaire ont été sélectionnées : Ranunculus ficaria ‘Purpurea’, ‘Brazen Hissy’, ‘Aurantiaca’, ‘Flore Pleno’, ‘Elan’…

### Ludique
Comme avec les boutons d'or, les enfants peuvent se livrer à un jeu qui consiste à prendre une fleur bien ouverte et placer la corolle miroitante sous le menton d’un(e) ami(e). Ils lui demandent « Aimes-tu le beurre ? » et la réponse est invariablement affirmative : le jaune de la fleur, le Soleil aidant, se reflète en effet sur sa peau. L'explication physiologique de cette propriété n'a été donnée qu'au XXIe siècle : la réflexion orientée du faisceau lumineux provient de la couche superficielle épidermique transparente constituée de cellules très plates chargées de pigments caroténoïdes tandis qu’une coloration diffuse jaunâtre provient de la dispersion de la lumière par une couche sous-jacente chargée de grains d’amidon. L’ensemble donne ce jaune intense et brillant qui intervient probablement dans l’attraction des insectes pollinisateurs.
La Ficaire printanière donne des akènes que l'on fait claquer entre ses doigts, d'où son nom en breton « boked-bistrak » (« fleur à claquer »).

### Culture
Des fermiers pensaient autrefois se garantir une bonne production laitière en suspendant la racine de ficaire dans les étables : les tubercules souterrains ont en effet souvent la forme des tétines des vaches et les fleurs évoque la couleur du bon beurre (en raison de à leur richesse en pigments caroténoïdes).

### Tromperie
Avant le développement des techniques analytiques détectant facilement la fraude, une tromperie consistait à colorer le beurre de printemps avec des fleurs de renoncules ou de Ficaire, ce qui pouvait donner lieu à des empoisonnements.

## Nomenclature et systématique

### Sous-espèces
- Ranunculus ficaria L. subsp. ficaria des lisières et clairières vivaces médioeuropéennes, eutrophiles, mésohygrophiles
- Ranunculus ficaria L. subsp. bulbilifer (Lambinon) des sous-bois herbacés médioeuropéens, basophiles, hygrophiles
- Ranunculus ficaria L. subsp. ficariiformis (Rouy & Foucaud) des lisières et clairières vivaces médioeuropéennes.